# Rue de La Sourdière
La rue de La Sourdière est une voie située dans le 1er arrondissement  de Paris, en France.

## Situation et accès
La rue de La Sourdière est orientée globalement nord-sud, dans le 1er arrondissement de Paris, à proximité de l'église Saint-Roch. Elle débute au sud au niveau du 306, rue Saint-Honoré et se termine 256 m au nord au niveau du 1, rue Gomboust.
Sur son côté ouest, la voie reçoit la rue Saint-Hyacinthe entre les nos 13 et 15.
Selon le classement Challenges 2014, la rue de La Sourdière est la 100e rue la plus chère de Paris (100e sur 6 290 voies).

## Origine du nom
Elle porte le nom de monsieur de Fage, sieur de La Sourdière, qui y possédait une habitation au XVIIe siècle.

## Historique
La voie est antérieure à 1640.
Durant la période de la Terreur pendant la Révolution française, Maximilien de Robespierre voulant échapper à un lynchage par la foule se réfugie dans l'église Saint-Roch, située rue Saint-Honoré. Il s'échappe de cette dernière par un labyrinthe souterrain le menant aux sous-sols du 10, rue de la Sourdière. Il peut ensuite échapper à la foule par cette même rue.
Après la révolution de Juillet 1830, survient une grande affluence de fidèles de l'Église catholique française à la chapelle de la rue des Sept-Voies où officie l'abbé Châtel. Ce qui l'amène à déménager dans un très grand local situé 251, rue Saint-Honoré, dont il partira en janvier 1831 pour s'installer au 23, rue de la Sourdière.

## Bâtiments remarquables et lieux de mémoire

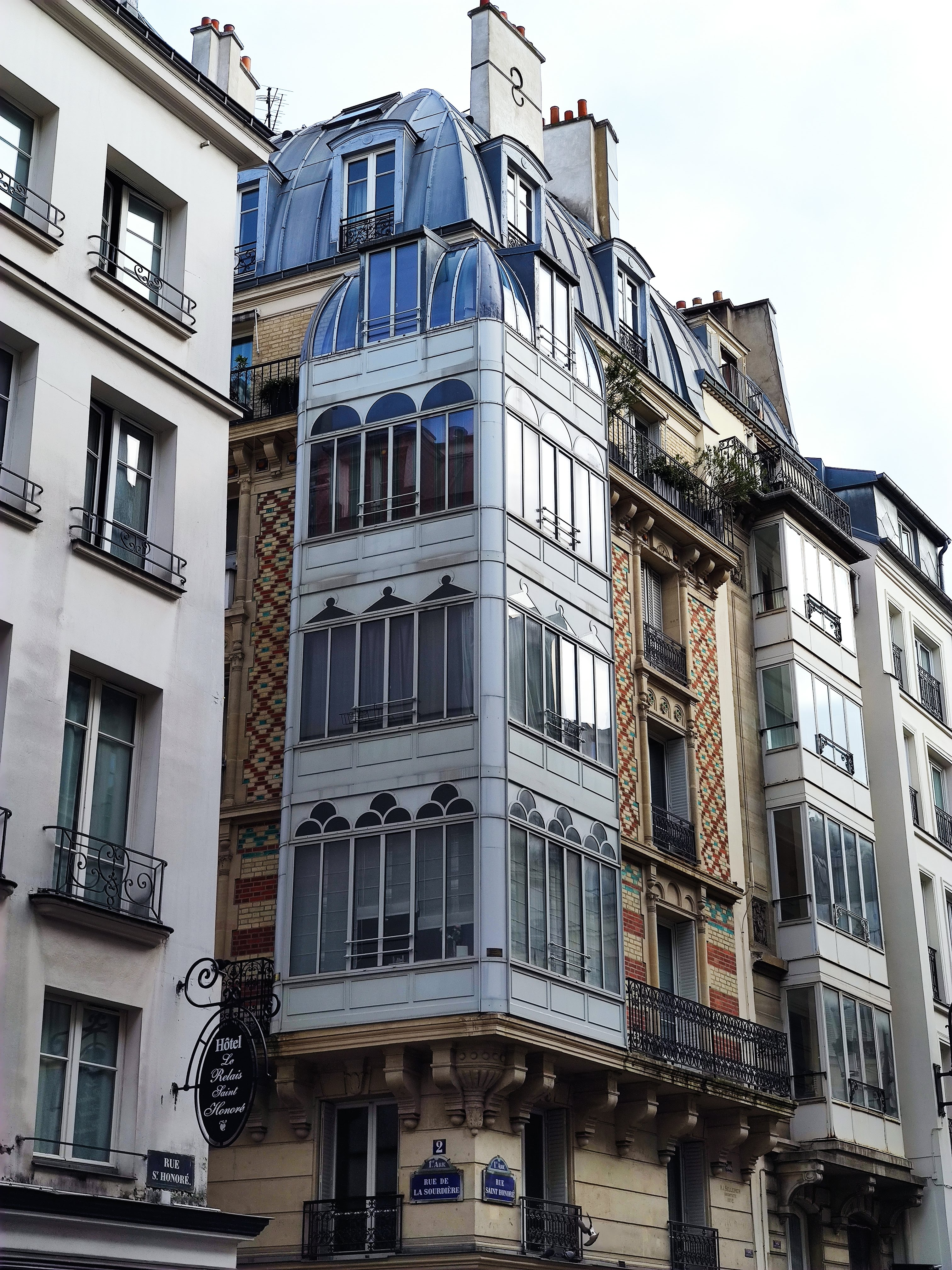
No 306.

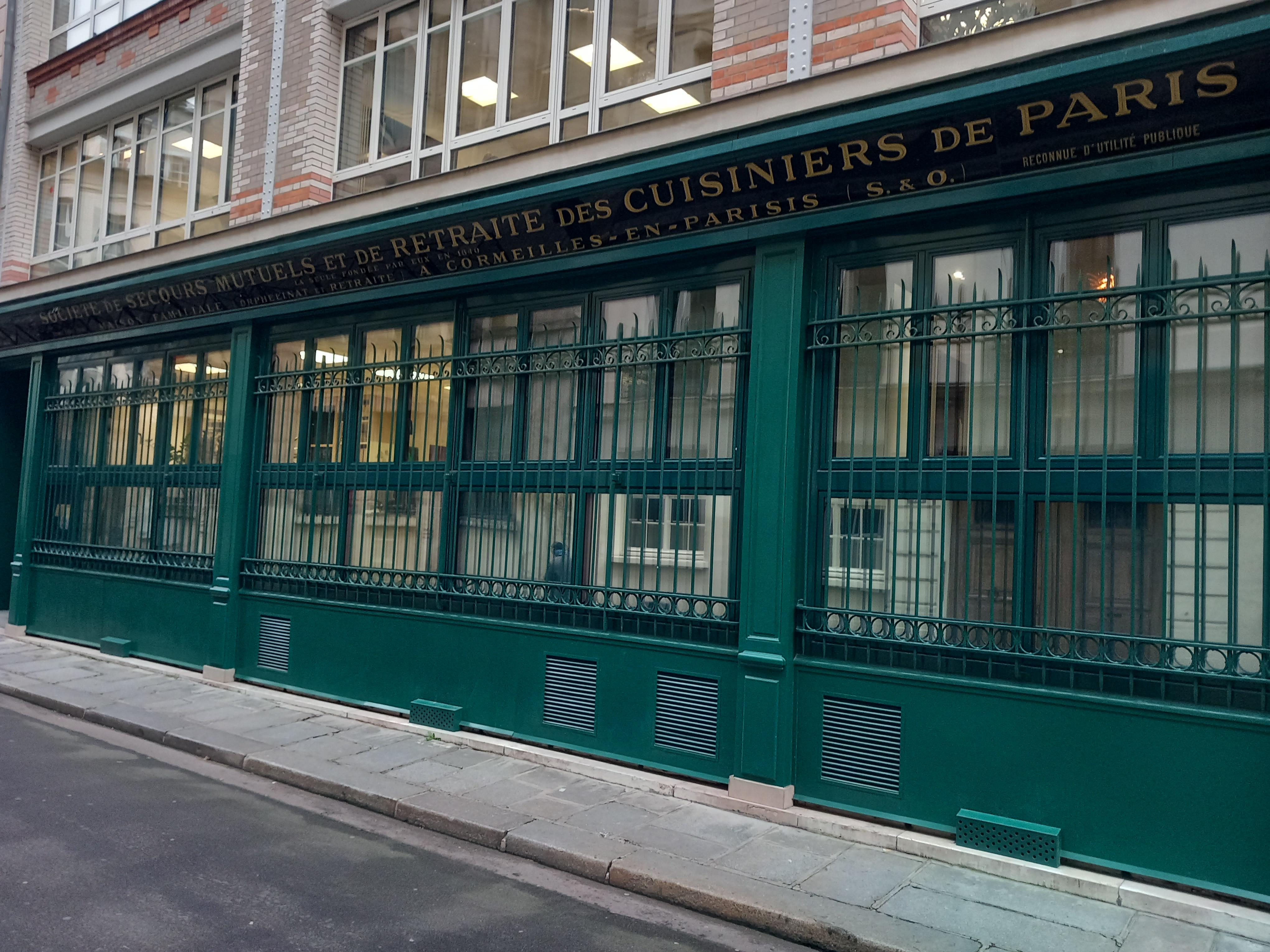
Nos 28-30 : vieille enseigne historique.

- No 2 (et 306, rue Saint-Honoré) : immeuble construit en 1892 par l’architecte A.-J. Sellerier, signé en façade. L’immeuble est remarquable par sa façade en briques décoratives et, à l’angle, par son bow-window métallique sur quatre étages[2].
- No 3 : immeuble ayant servi à Émile Zola comme modèle pour décrire la boutique « Aux Vieil Elbeuf » dans le roman Au Bonheur des Dames[3].
- No 14 : immeuble du XVIIe siècle. Le rez-de-chaussée comportait une boutique dont la devanture en bois datant du XIXe siècle est inscrite au monuments historiques en 1984[4].
- No 18 : domicile de Louis Aragon et Elsa Triolet de 1935 à la fin des années 1930[5].
- No 23 : siège de l'Union fédérative des sociétés d'éducation physique et de préparation militaire (USEPPM)[6].
- No 19 : dernier domicile et lieu du décès d'Antoine Le Fricque (1764-1852), ancien agent de change, maire de Courbevoie de 1800 à 1818.
- No 29 : domicile de Joseph Bienaimé Caventou où il meurt le 6 mai 1877[7].
- Nos 28-30 : façade arrière des Cuisiniers de Paris, dont la façade principale donne sur la rue Saint-Roch.
- Nos 42 et 1, rue Gomboust : immeuble comportant des grilles de boutique et une enseigne À la Coquille d'Or, inscrites aux monuments historiques en 1962[8].

## Pour approfondir